# Demografía de Suecia

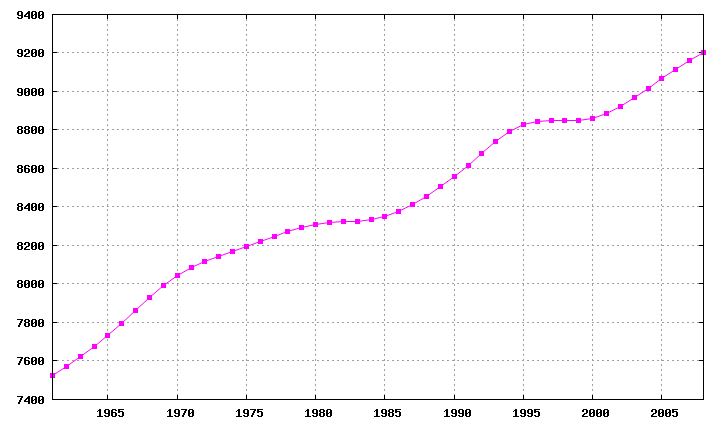
Evolución de la población entre 1961 y 2003.

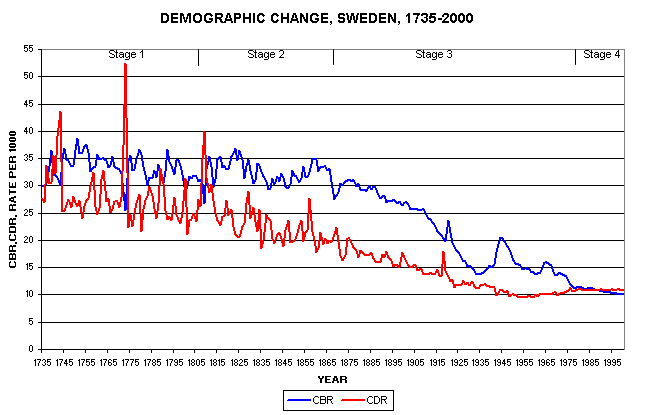
Transición demográfica en Suecia desde el año 1735 al 2000. En rojo el índice de mortandad, y en azul el índice de natalidad.

Suecia posee una de las mayores expectativas de vida, así como una de las menores tasas de natalidad (11,8 %) del mundo. El país alberga al menos a 17 000 lapones indígenas y a 50 000 finlandeses de origen, los cuales constituyen las dos principales minorías étnicas.
Suecia, una nación de emigración tras la Primera Guerra Mundial, se convirtió gradualmente en una nación de inmigración a partir de la Segunda Guerra Mundial. Casi el 12 % de la población nació en el exterior y casi una quinta parte son o bien inmigrantes o hijos de estos. Los mayores grupos de inmigrantes provienen de Finlandia, la antigua Yugoslavia, Irán, Noruega, Dinamarca y Polonia.
Los finlandeses fueron el primer gran grupo que emigró a Suecia en el siglo XX. Durante la Segunda Guerra Mundial, alrededor de 70 000 niños de guerra fueron evacuados de Finlandia. 15 000 de ellos permanecieron en Suecia tras la guerra y muchos otros regresaron como adultos. Las dificultades de la posguerra en Finlandia empujaron a muchos desempleados finlandeses a emigrar a Suecia, provocando un auge de la economía en las décadas de los 1951 y 1966. Aproximadamente 400 000 finlandeses vivían en Suecia cuando estalló la crisis energética de 1973, tras lo cual el comercio estable entre la Unión Soviética y Finlandia dio ventaja a esta última. Desde entonces, el número de suecos de origen finés ha descendido a menos de 200 000.
Las intervenciones soviéticas para aplastar la Revolución húngara de 1956 y la Primavera de Praga resultaron en la aparición de los primeros refugiados políticos. Desertores estadounidenses de la guerra de Vietnam encontraron refugio entre los suecos, así como quienes en materia de política internacional tomaron una clara postura en contra del imperialismo, ya fuera de Estados Unidos o de la Unión Soviética. Después del golpe de Estado del 11 de septiembre de 1973 en Chile y de otras dictaduras militares sudamericanas, los refugiados políticos provenientes de esos países encabezaron las estadísticas de la inmigración en Suecia, cuya procedencia variaba desde Irak e Irán hasta Palestina. De entre los refugiados que huyeron a Suecia durante la guerra civil en la antigua Yugoslavia, 135 000 permanecían aún allí en 2001.
Actualmente, la población de Suecia supera los 9 millones de habitantes, cifra excedida oficialmente (según la Statistiska centralbyrån, SCB) el 31 de marzo de 2006.

## Inmigración
| País                  | 1900   | 1930   | 1960    | 1990    | 2000      | 2010      | 2018      | 2019      | 2020      |
| --------------------- | ------ | ------ | ------- | ------- | --------- | --------- | --------- | --------- | --------- |
| Siria                 | -      | -      | 6       | 5874    | 14 162    | 20 758    | 185 991   | 191 530   | 193,594   |
| Irak                  | -      | -      | 16      | 9818    | 49 372    | 121 761   | 144 035   | 146 048   | 146,440   |
| Finlandia             | 6644   | 9746   | 101 307 | 217 636 | 195 447   | 169 521   | 147 883   | 144 561   | 140,337   |
| Polonia               | -      | 1065   | 6347    | 35 631  | 40 123    | 70 253    | 92 759    | 93 722    | 93,762    |
| Irán                  | 2      | 8      | 115     | 40 084  | 51 101    | 62 120    | 77 386    | 80 136    | 81,301    |
| Somalia               | -      | -      | -       | 1441    | 13 082    | 37 846    | 68 678    | 70 173    | 70,184    |
| antigua Yugoslavia    | -      | 19     | 1532    | 43 346  | 71 972    | 70 819    | 65 124    | 64 349    | 63,419    |
| Afganistán            | -      | -      | 17      | 534     | 4287      | 14 420    | 51 979    | 58 780    | 60,858    |
| Bosnia y Herzegovina  | -      | -      | -       | -       | 51 526    | 56 183    | 59 395    | 60 012    | 60,161    |
| Turquía               | 15     | 22     | 202     | 25 528  | 31 894    | 42 527    | 49 948    | 51 689    | 52,628    |
| Alemania              | 5107   | 8566   | 37 580  | 37 558  | 38 155    | 48 158    | 51 140    | 51 436    | 51,434    |
| Eritrea               | -      | -      | -       | -       | 3054      | 10 301    | 42 300    | 45 734    | 47,156    |
| Tailandia             | -      | -      | 20      | 4934    | 10 353    | 31 378    | 42 394    | 43 556    | 44,339    |
| India                 | 45     | 135    | 361     | 9054    | 11 110    | 17 863    | 35 288    | 40 641    | 42,790    |
| Noruega               | 7978   | 14 731 | 37 253  | 52 744  | 42 464    | 43 480    | 41 747    | 41 578    | 41,062    |
| Dinamarca             | 6872   | 8726   | 35 112  | 43 931  | 38 190    | 45 548    | 40 011    | 39 457    | 38,929    |
| China (sin Hong Kong) | 34     | 201    | 520     | 3896    | 8150      | 23 998    | 33 288    | 35 282    | 36,023    |
| Rumania               | 3      | 34     | 719     | 8785    | 11 776    | 19 741    | 31 040    | 32 294    | 32,741    |
| Reino Unido           | 779    | 1270   | 2738    | 11 378  | 14 602    | 20 839    | 28 976    | 29 979    | 31,035    |
| Líbano                | -      | -      | 15      | 15 986  | 20 038    | 24 116    | 28 119    | 28 508    | 28,885    |
| Chile                 | 6      | 28     | 69      | 27 635  | 26 842    | 28 387    | 27 995    | 28 025    | 27,918    |
| Estados Unidos        | 5130   | 8852   | 10 874  | 13 001  | 14 413    | 17 179    | 21 943    | 22 802    | 23,290    |
| Rusia                 | 1506   | -      | -       | -       | 6523      | 15 511    | 21 615    | 22 265    | 22,774    |
| Etiopía               | 5      | -      | 59      | 10 027  | 11 907    | 13 822    | 20 695    | 21 686    | 22,125    |
| Pakistán              | -      | -      | 11      | 2291    | 3100      | 10 265    | 16 185    | 19 107    | 21,172    |
| Vietnam               | -      | -      | 1       | 6265    | 10 898    | 14 584    | 19 741    | 20 676    | 21,126    |
| Grecia                | 5      | 22     | 266     | 13 171  | 10 851    | 11 381    | 18 917    | 19 547    | 19,737    |
| Hungría               | 50     | 108    | 8544    | 15 045  | 14 127    | 15 339    | 16 799    | 16 728    | 16,480    |
| Lituania              | -      | 149    | -       | 233     | 785       | 6735      | 14 732    | 15 596    | 15,917    |
| Serbia                | -      | -      | -       | -       | -         | 5324      | 13 856    | 15 022    | 15,874    |
| Filipinas             | -      | -      | 5       | 2613    | 5460      | 9826      | 14 509    | 15 281    | 15,640    |
| Italia                | 200    | 367    | 4904    | 5989    | 6337      | 7804      | 13 192    | 13 741    | 14,155    |
| Colombia              | -      | -      | 73      | 4650    | 7317      | 10 531    | 12 575    | 12 865    | 13,060    |
| España                | 30     | 64     | 867     | 4917    | 5079      | 6763      | 12 268    | 12 688    | 12,930    |
| Países Bajos          | 50     | 208    | 2105    | 3543    | 4532      | 8700      | 12 095    | 12 470    | 12,769    |
| Bangladés             | -      | -      | -       | 1571    | 2937      | 6289      | 10 009    | 11 520    | 12,279    |
| Croacia               | -      | -      | -       | -       | 5229      | 6277      | 11 163    | 11 844    | 12,207    |
| Ucrania               | -      | -      | -       | -       | 1459      | 4741      | 9924      | 11 069    | 11,899    |
| Marruecos             | -      | -      | 22      | 2720    | 4492      | 7391      | 11 025    | 11 530    | 11,898    |
| Francia               | 255    | 599    | 1750    | 3844    | 5602      | 7944      | 11 159    | 11 537    | 11,854    |
| Corea del Sur         | -      | -      | 47      | 8205    | 9170      | 10 398    | 11 353    | 11 642    | 11,719    |
| Kosovo                | -      | -      | -       | -       | -         | 2288      | 9487      | 10 420    | 11,164    |
| Brasil                | 41     | 92     | 175     | 2118    | 3496      | 6005      | 9297      | 10 159    | 10,725    |
| Total                 | 35,627 | 61,657 | 299,879 | 790,445 | 1,003,798 | 1,384,929 | 1,955,569 | 2,019,733 | 2,046,731 |